# Togabotys fuscolineatalis
Togabotys fuscolineatalis là một loài bướm đêm trong họ Crambidae.